# Uvaria borneensis
Uvaria borneensis är en kirimojaväxtart som först beskrevs av Elmer Drew Merrill, och fick sitt nu gällande namn av Utteridge. Uvaria borneensis ingår i släktet Uvaria och familjen kirimojaväxter. Inga underarter finns listade i Catalogue of Life.